# 한 많은 남아 일생
"한 많은 남아일생"은 한국에서 제작된 김효천 감독의 1970년 영화이다. 신영균 등이 주연으로 출연하였고 이원섭 등이 제작에 참여하였다.

## 출연

### 주연
- 신영균
- 윤정희
- 이순재

## 기타
- 조명: 오인환
- 미술: 김성배